# Ableptemetes melanobranchus
Ableptemetes melanobranchus är en dagsländeart som först beskrevs av Allen och Brusca 1973.  Ableptemetes melanobranchus ingår i släktet Ableptemetes och familjen Leptohyphidae. Inga underarter finns listade i Catalogue of Life.